# Abbadia Cerreto
Abbadia Cerreto (lombardul: Abadìa Sarìt) település Olaszországban, Lombardia régióban, Lodi megyében. Lakosainak száma 279 fő (2023. január 1.). Abbadia Cerreto Bagnolo Cremasco, Casaletto Ceredano, Cavenago d’Adda, Chieve, Corte Palasio és Crespiatica községekkel határos.

## Népesség
A település népességének változása:
| Lakosok száma | 284  | 289  | 279  |
|               | 2017 | 2018 | 2023 |